# 드리프터즈 (만화)
드리프터즈(일본어: ドリフターズ)는 히라노 코우타 작화의 일본 만화 시리즈이다. 이 만화의 연재는 쇼넨가호샤의 잡지 영킹아워스를 통해 2009년 4월 시작되었다. 알 수 없는 세계로 소환된 다양한 역사적 인물에 초점을 두며 그곳에서 마법사가 총체적 파괴로부터 세상을 구하기 위해 스킬과 테크닉이 필요하다. 일본의 애니메이션 TV 시리즈는 2016년 10월부터 12월 사이 방영되었다. 3편의 추가 OVA는 2017년 12월부터 2018년 11월 사이 출시되었다.